# 盾章 (国防軍)
盾章(たてしょう、ドイツ語: Ärmelschild)はナチス・ドイツで制定されていた勲章の一種である。第二次世界大戦中、特定の地域での作戦に参加した軍人を対象に授けられた。意匠は統一されておらず、下図のようにさまざまである。
佩用する際は軍服上衣の左上腕に付けた。

## 制定された盾章

### 正式に授与された盾章
| 名称             | 制定年月日     | 概要                                                                                            | 授与総数  | 授与対象                                           | 画像 |
| ナルヴィク盾章   | 1940年8月19日  | 1940年4月9日から6月8日まで行われたナルヴィクの戦いを対象戦役とした。                            | 8.527     | ドイツ国防軍陸軍 ドイツ国防軍海軍 ドイツ国防軍空軍 |      |
| ホルム盾章       | 1942年7月1日   | 1942年1月18日から6月8日まで行われたホルムの戦いを対象戦役とした。                               | 約5.500   | ドイツ国防軍陸軍                                   |      |
| クリミア盾章     | 1942年7月25日  | 1941年9月21日から1942年7月4日まで行われたクリミア戦役及びセヴァストポリ攻防戦を対象戦役とした。 | 約250,000 | ドイツ国防軍陸軍 ドイツ国防軍空軍                  |      |
| デミャンスク盾章 | 1943年4月25日  | 1942年2月8日から4月21日まで行われたデミャンスク包囲戦を対象戦役とした。                         | 約96.000  | ドイツ国防軍陸軍                                   |      |
| クバン盾章       | 1943年9月20日  | 1943年1月1日から10月9日まで行われたクバン橋頭堡攻防戦を対象戦役とした。                         | 約145.000 | ドイツ国防軍陸軍 ドイツ国防軍海軍 ドイツ国防軍空軍 |      |
| ワルシャワ盾章   | 1944年12月10日 | 1944年8月1日から10月2日まで行われたワルシャワ蜂起鎮圧を対象戦役とした。                         | 不明      | ドイツ国防軍陸軍 ドイツ国防軍空軍 武装親衛隊       |      |

### 正式には授与されなかった盾章
| 名称                       | 制定年月日     | 概要 | 授与総数         | 授与対象                                           | 画像 |
| ラップランド盾章           | 1945年2月～5月 | 1944年10月1日から1945年4月25日まで行われたラップランド戦争を対象戦役とした。第20山岳軍が中心となって制定されたが、終戦直前に生産され始めたため授与には至らなかった。                                                  | 不明             | ドイツ国防軍陸軍 ドイツ国防軍海軍 ドイツ国防軍空軍 |      |
| バルカン盾章               | 制定されず     | 1944年から1945年にかけて行われたバルカン戦線 (第二次世界大戦)を対象戦役とする予定だった。 | なし             | ドイツ国防軍陸軍 ドイツ国防軍空軍                  |      |
| ブダペスト盾章             | 制定されず     | 1944年12月29日から1945年2月13日まで行われたブダペスト包囲戦を対象戦役とする予定だった。 | なし             | ドイツ国防軍陸軍 ドイツ国防軍空軍                  |      |
| ダンケルク盾章             | 1944年9月4日   | 1944年に行われたダンケルク要塞攻防戦を対象戦役とした。制定はされたものの正式に製造・授与されたわけでは無く、現場の指揮官が周囲の金属をかき集めて独自に製造した。                                                      | 約12.000～15.000 | ドイツ国防軍陸軍 ドイツ国防軍海軍                  |      |
| ロリアン盾章               | 1944年         | 1944年に行われたロリアン攻防戦を対象戦役とした。制定はされたものの正式に製造・授与されたわけでは無く、現場の指揮官が周囲の金属をかき集めて独自に製造した。                                                            | 約10.000～12.000 | ドイツ国防軍陸軍 ドイツ国防軍空軍                  |      |
| メーメル・ネマン川戦線盾章 | 制定されず     | 終戦直前に行われたメーメル・ネマン川戦線での戦闘を対象戦役とする予定だった。 | なし             | ドイツ国防軍陸軍 ドイツ国防軍空軍                  |      |
| スターリングラード盾章     | 制定されず     | 1942年6月28日から1943年2月2日まで行われたスターリングラード攻防戦を対象戦役とする予定だった。制定の話が持ち上がった時、攻防戦の指揮を執っていたフリードリヒ・パウルス装甲兵大将に「気が早い話だ」と一蹴され頓挫した。 | なし             | ドイツ国防軍陸軍 ドイツ国防軍空軍                  |      |

### その他
| 名称         | 制定年月日 | 概要 | 授与総数 | 授与対象 | 画像 |
| アーネム盾章 | 制定されず | 1944年9月17日から9月25日まで行われたマーケット・ガーデン作戦を対象戦役とした盾章として、戦後イギリスで作られた創作物である。 | なし     | なし     |      |

## 戦後の佩用
1957年に制定された勲章法に基づき、ハーケンクロイツを削り取ったものであるならば佩用が認められた。